# Mahasthangarh

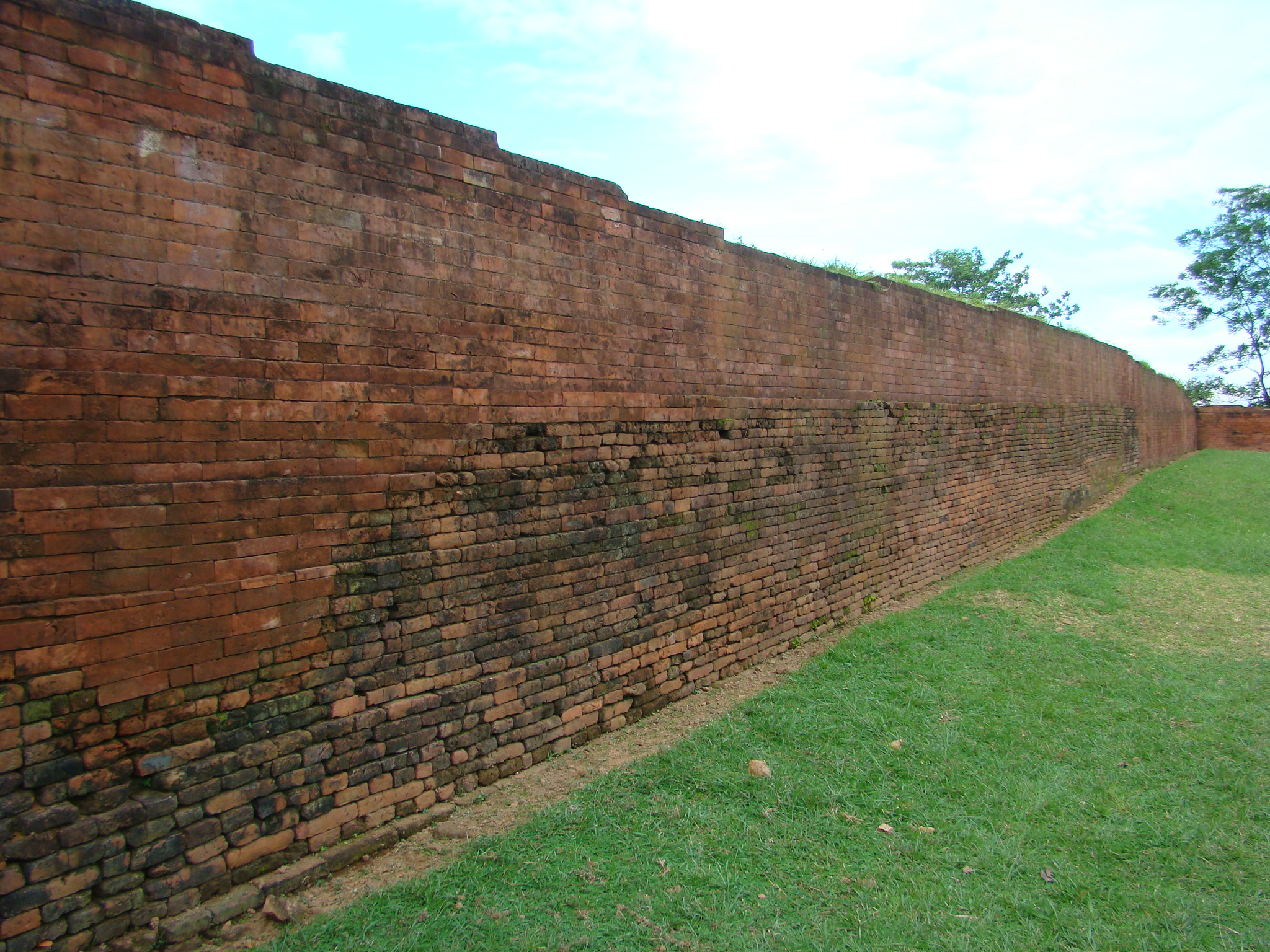
Le site de Mahasthangarh

Mahasthangarh (মহাস্থানগড়  Môhasthangôṛ) est le plus ancien site archéologique urbain découvert au Bangladesh. Le village de Mahasthan, situé dans l'Upazila de Shibganj au sein du District de Bogra, contient les restes d'une ancienne cité appelée Pundranagara ou Paundravardhanapura dans le territoire de Pundravardhana,,. Une plaque de calcaire contenant six lignes en Prakrit écrite en Brahmi, découverte en 1931, date Mahasthangarh du IIIe siècle av. J.-C. au plus tard. La zone fortifiée a été utilisée jusqu'au XVIIIe siècle.

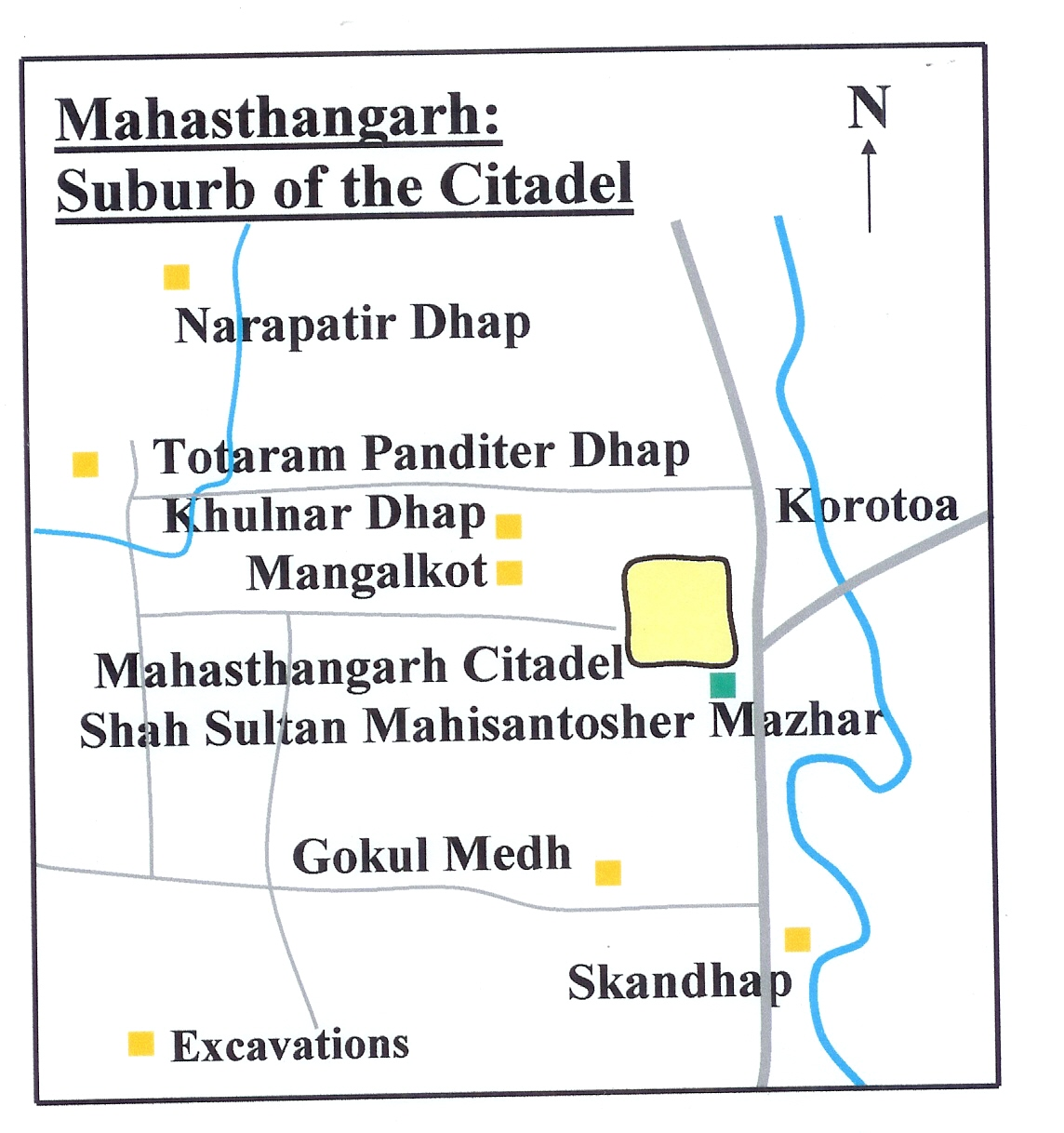
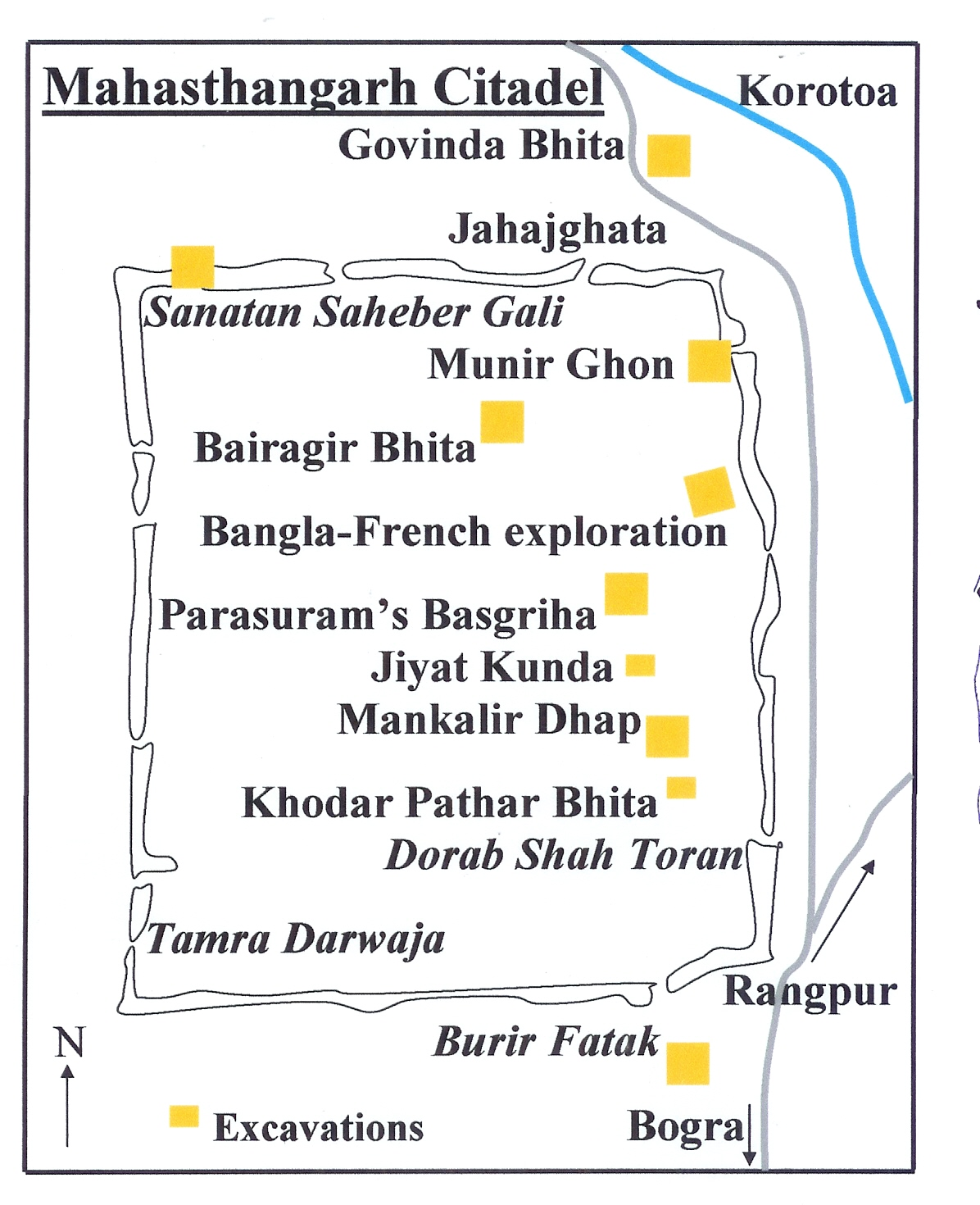
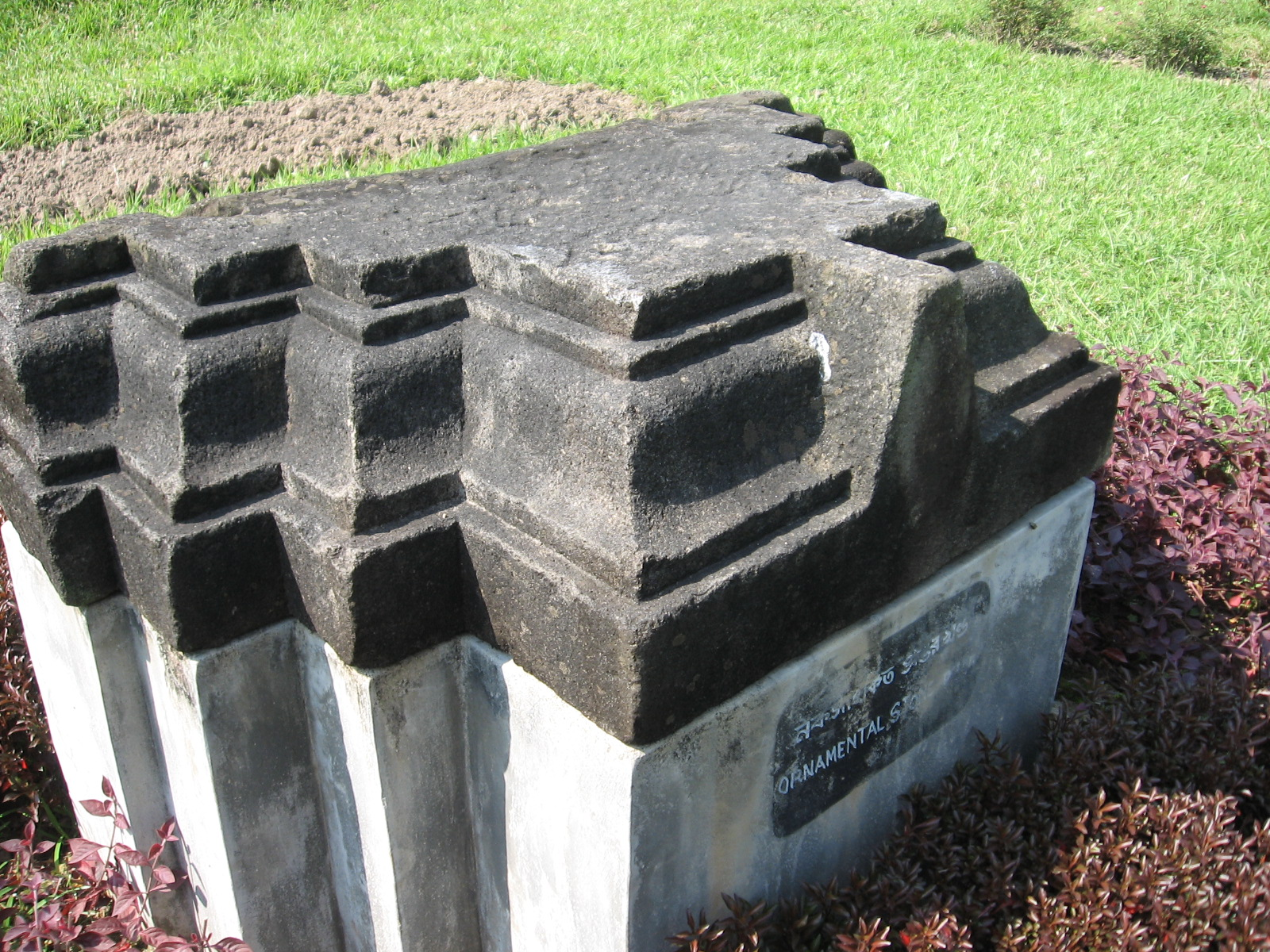
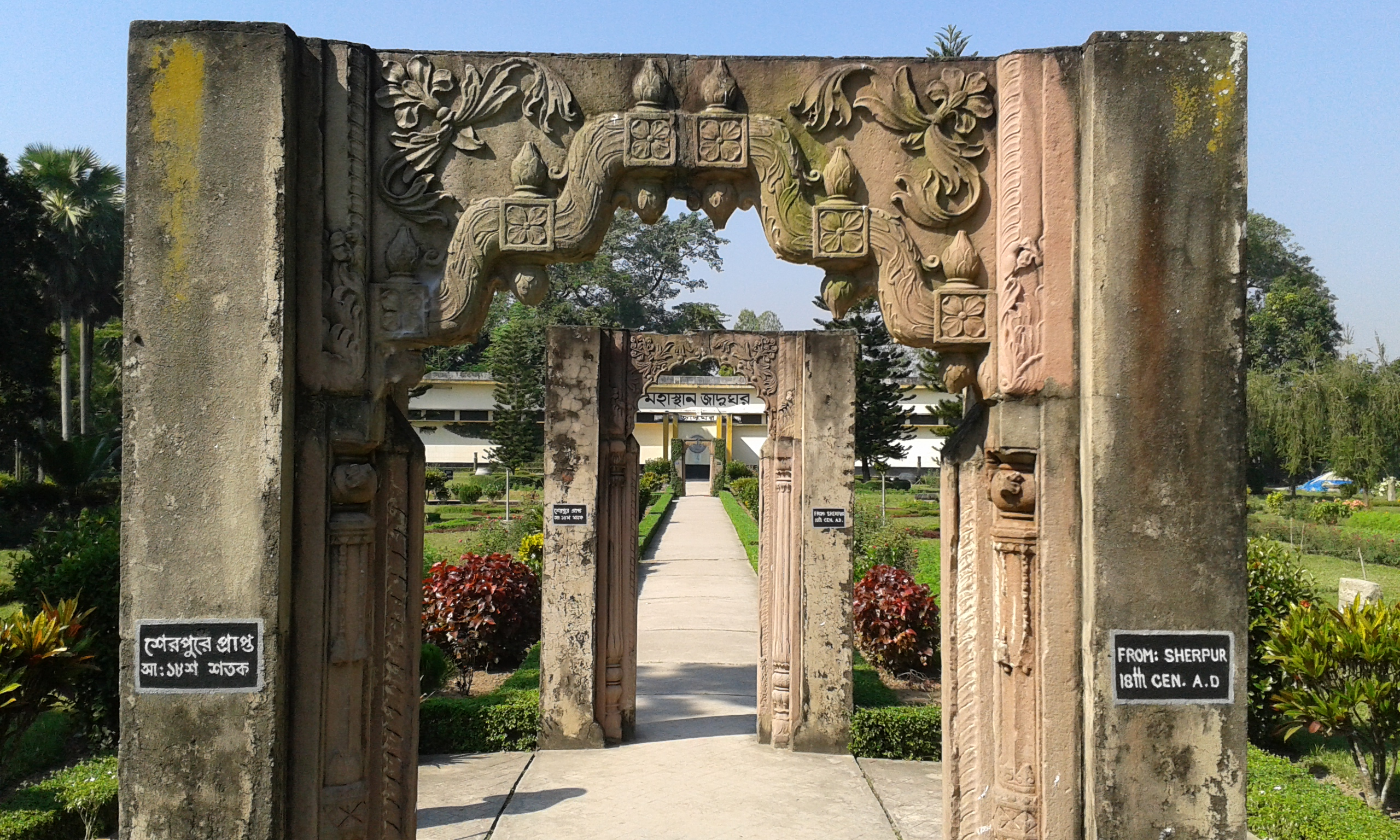